# August Sach
Hans Christian August Sach (* 29. Januar 1837 in Kesdorf; † 27. Dezember 1929 in Lübeck) war ein deutscher Gymnasiallehrer und Historiker.

## Leben und Wirken
August Sach war ein Sohn des Bauern Hans Joachim Sach (* 9. September 1800 in Zarnekau; † 28. April 1852 ebenda) und dessen Ehefrau Anna Dorothea Elise, geborene Gloy (* 1. Februar 1808 in Kesdorf; † 5. April 1875 in Röbel). Seine Mutter war eine Tochter des Kesdorfer Bauern Dietrich Gloy und dessen Ehefrau Juliane Catharina Dorothea, geborene Japp. Die Vorfahren des Vaters waren Bauern, die gemäß Überlieferungen der Familie 1150 von den Niederlanden nach Ostholstein gezogen waren. Urkundlich nachzuweisen ist die Familie erstmals 1549 in Zarnekau.
Da Sach ältere Brüder hatte, war er nicht als Erbe des väterlichen Hofes vorgesehen. Daher besuchte er bis zum Abitur 1857 die Eutiner Gelehrtenschule. Am 2. November 1857 schrieb er sich an der Universität Kiel für ein Philologiestudium ein. Hier hörte er bei Heinrich Moritz Chalybäus, Peter Wilhelm Forchhammer, Georg Curtius und Karl Wilhelm Nitzsch. 1858 setzte er das Studium in Bonn fort, wo er in die wissenschaftliche Studentenvereinigung „Bonner Kreis“ eintrat. Seine Lehrer hier waren insbesondere Friedrich Ritschl, Friedrich Gottlieb Welcker, Friedrich Christoph Dahlmann und Heinrich Sybel. 1860 wechselte er nach Berlin und besuchte Vorlesungen von August Böckh und Johann Gustav Droysen. Im Sommersemester 1861 ging er erneut nach Kiel. In seiner Dissertationsschrift beschäftigte er sich mit den „Quaestiones Ovidianae“ von Ovid. Somit besaß er auch die Lehrbefugnis für höhere Schulen.
Von Ostern 1862 bis Weihnachten 1863 arbeitete Sach als Hauslehrer bei Baron Karl von Freytag-Loringhoven, der als russischer Generalkonsul in Kopenhagen lebte. Von 1864 bis 1889 unterrichtete er an der Domschule Schleswig, an der er anfangs insbesondere Deutsch, Geschichte und Latein, danach Geschichte und Dänisch lehrte. 1887 wurde er zum Oberlehrer ernannt, im Folgejahr zum Professor. 1889 wechselte er als Konrektor an das Gymnasium Johanneum in Hadersleben, wo er bis zum Ruhestand 1906 blieb. Warum er an eine kleinere Schule wechselte, ist unklar. Nach der Berufstätigkeit lebte er in Kiel.
1906 erhielt Sach den Roten Adlerorden 4. Klasse.

## Arbeiten als Historiker
Sach beschäftigte sich begleitend zur Lehrtätigkeit als Bibliothekar mit der Schleswiger Schulbibliothek. Bei seinem Austritt hatte diese 15.000 Bände. Von 1879 bis 1889 gehörte er dem Vorstand des „Vereins für Sammlung und Konservierung vaterländischer Altherthümer“ an. Seine bedeutenden Arbeiten erstellte er im Rahmen seiner mehr als 50-jährigen Forschungen zur Historie Schleswig-Holsteins und der Kunst, das Gottorfer Schloss, Hans Brüggemann, den Rektoren der Schleswiger Domschule, Joachim Rachel, Asmus Carstens sowie die Anfänge und das Stadtrecht von Hadersleben.
Sach schrieb drei besonders hervorzuhebende Werke:
- Die schola trivialis seu particularis und das paedagogium publicum in Schleswig während des 16. Jahrhunderts erschien 1873 in gedruckter Fassung in der Schleswiger Domschule. Darin untersuchte er quellenbasiert die Versuche, neue Bildungsinstitutionen im Bereich des Gottorfer Hofes während der Regentschaft Adolfs von Schleswig-Holstein-Gottorf zu schaffen.
- 1875 erschien die Geschichte der Stadt Schleswig nach urkundlichen Quellen. Er handelte sich um die erste wissenschaftlich fundierte Beschreibung der Stadtgeschichte. Sie gilt auch heute noch als Standardliteratur.
- Von 1896 bis 1906 erarbeitete Sach drei Bände über Das Herzogtum Schleswig in seiner ethnographischen und nationalen Entwicklung. Darin beschrieb er die Historie des Gebiets und gab einen umfangreichen Überblick über die Entwicklung und Etablierung des Hoch- und Plattdänischen und Deutschen. Da Sach während der Zeit der Konflikte zwischen Dänen und Deutschen schrieb, ordnete er die dort lebenden Jüten als von Dänen abzugrenzenden, eigenständigen Volksstamm ein. Somit konnten Ansprüche der Dänen, die auf der Ethnie beruhten, zurückgewiesen werden.

Sach hielt darüber hinaus Vorträge und erarbeitete Schulbücher mit.

## Familie
Am 4. Oktober 1865 heiratete Sach in Plön „Dorothea“ Magdalena Johanna Klüver (* 17. August 1843 in Plön; 1. November 1922 in Lübeck). Ihr Vater war der Plöner Gastwirt Johann Friedrich Klüver und verheiratet mit Juliane Dorothea, geborene Japp.
Das Ehepaar Sach hatte sieben Töchter und sieben Söhne.